# جو هولت
جو هولت (بالإنجليزية: Joe Holt) (و. 1997  م) هو راكب دراجة هوائية، ودراج على المضمار ويلزي، ولد في سوانزي.

## روابط خارجية
- جو هولت على موقع الاتحاد الدولي للدراجات (الإنجليزية)
- جو هولت على موقع أرشيف الدراجات (الإنجليزية)
- جو هولت على موقع إحصائيات الدراجات الإحترافية (الإنجليزية)